# Михайловский уезд
Миха́йловский уе́зд — административная единица в составе Московской губернии, Рязанского наместничества и Рязанской губернии Российской империи и РСФСР, существовавшая в 1708—1924 годах. Уездный город — Михайлов.

## География
Уезд был расположен на западе Рязанской губернии. Граничил с Тульской губернией на западе.
Площадь уезда:
- 1860—2474 вёрст² (2815,6 км²)[2];
- 1897—2579,1 вёрст² (2935,1 км²)[1].

## История
Уезд основан в 1708 году в результате реформ Петра I в составе Московской губернии на территории Моржевского стана..
В 1719 году уезд включили в Переяслав-Рязанскую провинцию той же Московской губернии.
В 1778 году провинцию преобразовали в Рязанское наместничество, а в 1796 году — в Рязанскую губернию.
20 февраля 1924 года уезд был упразднён, его территория вошла в состав Рязанского и Скопинского уездов.
Михайловский уезд всегда был уездом земледельческим. Земля принадлежала вотчинам, помещикам и монастырям. Магнатами уезда являлись князья Волконские, которые имели до 8,7 тысяч га земли, Гагарины — до 5,5 тысяч га. По 3-4,5 тысячи га земли было у Оболенских, Черкасовых.

## Население
- 1860 год — 114 258 чел.[2],
- 1887 год — 168 835 чел.[4]
- 1897 год — 151 709 чел., из них грамотных — 16,1 %[1]

## Известные уроженцы, жители
Алексей Иванович Венецкий (род. 1843, Михайловский уезд, Рязанская губерния — ранее 1919) — деятель революционного движения, мировой судья.

## Населённые пункты
В 1859 году в составе уезда было 395 населённых пунктов, наиболее крупные из них:
- г. Михайлов — 4262 чел.;
- с. Байдики — 1849 чел.;
- с. Виленка — 2360 чел.;
- с. Гладкие Выселки — 1503 чел.;
- с. Захаровка — 1963 чел.;
- с. Захарьевские Выселки — 1047 чел.;
- с. Ижеславль — 1980 чел.;
- с. Малинки — 1607 чел.;
- с. Новопанское — 1846 чел.;
- с. Печерники — 1850 чел.;
- с. Печерниковские Выселки — 1658 чел.;
- с. Плахино — 1724 чел.;
- с. Прудская — 1599 чел.;
- с. Щетининская — 1678 чел.

## Административное деление
В 1890 году в уезде было 17 волостей:
| № п/п | Волость        | Волостное правление | Число селений | Население |
| ----- | -------------- | ------------------- | ------------- | --------- |
| 1     | Виленская      | с. Виленка          | 16            | 8305      |
| 2     | Глебовская     | с. Байдики          | 6             | 8856      |
| 3     | Горностаевская | с. Горностаевка     | 27            | 7822      |
| 4     | Лужковская     | с. Лужки            | 19            | 9238      |
| 5     | Маковская      | с. Маково           | 22            | 8085      |
| 6     | Малинковская   | с. Малинки          | 19            | 7471      |
| 7     | Митякинская    | с. Митякино         | 32            | 7927      |
| 8     | Новопанская    | с. Новопанское      | 11            | 8665      |
| 9     | Окуньковская   | с. Окуньково        | 24            | 8495      |
| 10    | Остроуховская  | с. Остроухово       | 15            | 7551      |
| 11    | Печерниковская | с. Печерники        | 15            | 10 716    |
| 12    | Плахинская     | с. Плахино          | 12            | 10 852    |
| 13    | Попадьинская   | с. Попадьино        | 6             | 10 671    |
| 14    | Прудская       | сл. Прудская        | 16            | 8766      |
| 15    | Токаревская    | с. Токарево         | 29            | 8865      |
| 16    | Феняевская     | с. Феняево          | 20            | 7932      |
| 17    | Хавертовская   | с. Хавертово        | 9             | 10423     |

В течение 1917—1919 годах в Михайловском уезде было организовано 8 новых волостей:
- Вороне-Высельская
- Жмуровская
- Жокино-Городищенская
- Зиминская
- Машковская
- Мишинская
- Проне-Городищенская
- Трепольская